# Corpus separatum

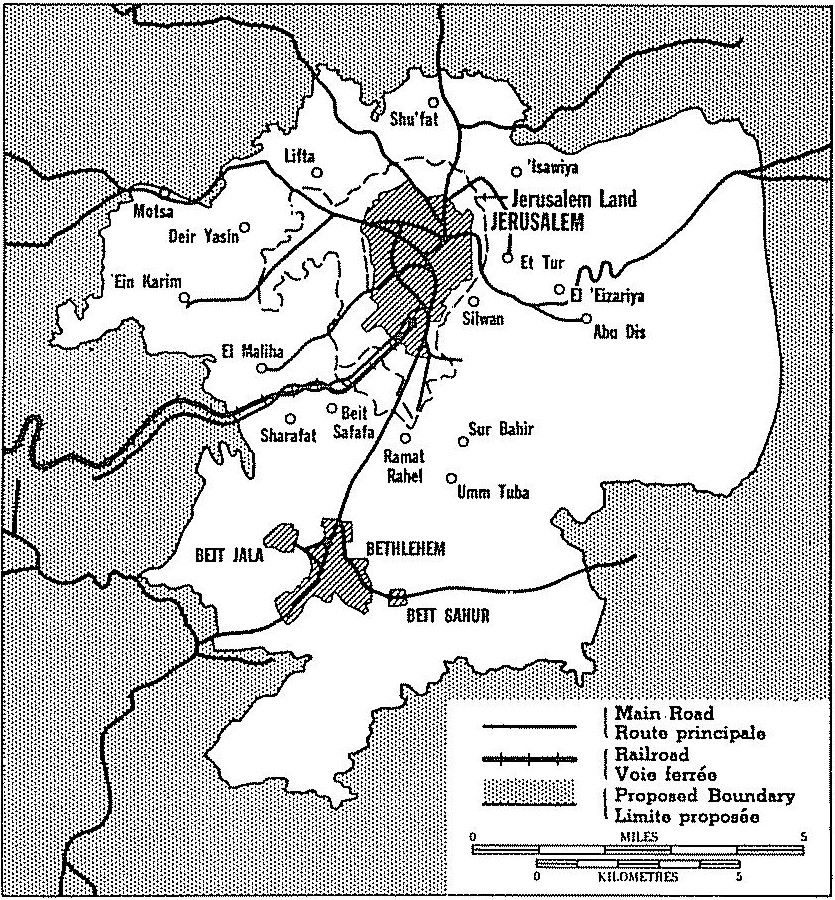
Jerusalém como um corpus separatum administrado pela ONU.

Corpus separatum (do latim "corpo separado") é um termo que faz referência à zona que seria gerida internacionalmente segundo o Plano da ONU para a partição da Palestina de 1947 e que incluía Jerusalém e outras localidades próximas como Belém e Ein Kerem, que, devido à ligação aos fundamentos das três grandes religiões monoteístas do mundo (Judaísmo, Islamismo e Cristianismo), deveriam receber um tratamento especial e separado do resto da Palestina, tornando-se efetivamente sob controle das Nações Unidas.
A Resolução 194 da Assembleia Geral das Nações Unidas, de 11 de dezembro de 1948, estabelece uma Comissão de Conciliação e reafirma a declaração. A Resolução 303 confirma a decisão de colocar Jerusalém sob um regime internacional permanente, conforme previa a Resolução 181. Todavia o plano não foi implementado: Israel e Transjordânia tomaram controlo de uma parte daquela área.
Duas décadas depois, como resultado da Guerra dos Seis Dias, Israel assumiu o controlo de Jerusalém Oriental e Cisjordânia e imediatamente anexou Jerusalém Oriental como parte do território de Israel e de um município de Jerusalém unificado, o qual, todavia, não tem os mesmos limites que foram propostos no corpus separatum e não incluíram Belém.